# Xenylla bellingeri
Xenylla bellingeri är en urinsektsart som beskrevs av da Gama 1969. Xenylla bellingeri ingår i släktet Xenylla och familjen Hypogastruridae. Inga underarter finns listade i Catalogue of Life.